# NBC
National Broadcasting Company je americká společnost vysílající televizi a rozhlas. Sídlí v GE Building v New Yorku. Charakteristickým znakem společnosti je logo připomínající páva.
NBC je součástí mediální společnosti NBC Universal a patří do komplexu Comcastu, dříve do General Electric.

## Historie
NBC začala vysílat rádio od roku 1926, televizi od 1941.
Americký FCC (telekomunikační úřad) kvůli příliš velkému vlivu na trh rozdělil v letech 1940–1942 NBC na modrou síť a červenou síť (Blue Network/Red Network). Červená zůstala nazývána NBC, zatímco modrá byla prodána v roce 1943 za 8 milionů dolarů a vznikla z ní současná ABC.

## Další kanály
Kromě základního kanálu NBC vysílá také zprávy na NBC News a provozuje zpravodajský kanál MSNBC, který vznikl jako společný projekt NBC a Microsoftu, a kanál zaměřený na ekonomické zprávy CNBC. CNBC má také asijskou a evropskou verzi (CNBC Europe).

## Aktuální programy

### Drama
- Zákon a pořádek: Útvar pro zvláštní oběti (1999)
- Chicago Fire (2012)
- Černá listina (2013)
- Chicago P.D. (2014)
- Chicago Med (2015)
- Tohle jsme my (2016)
- Hodný holky (2018)
- Manifest (2018)
- New Amsterdam (2018)
- Zoey's Extraordinary Playlist (2020)
- Transplant (2020)

### Sitcomy
- Superstore (2015)
- Broklyn Nine-Nine (2019)
- Connecting (2020)

### Soutěžní pořady
- Weakest Link (2001-02; 2020)
- Hollywood Game Night (2013)
- The Wall (2016)
- Ellen's Game of Games (2017)
- Ellen's Greatest Night of Giveaways (2019)
- Cannonball (2020)

### Ocenění/soutěže krásy
- Zlatý glóbus (1958–68, od 1974)
- Billboard Music Awards (2018)

### Talk-show
- Saturday Night Live (1975)
- The Tonight Show Starring Jimmy Fallon (2014)
- Late Night with Seth Meyers (2014)
- 3rd Hour Today (2018)
- Today with Hoda & Jenna (2019)
- A Little Late with Lilly Singh (2019)

### Televizní zprávy
- Meet the Press (1947)
- Today (1952)
- NBC Nightly News (1970)
- Weekend Today (1987)
- Dateline NBC (1992)
- Early Today (1999)
- Sunday Today With Willie Geist (2016)

### Reality-show
- Amerika má talent (2006)
- The Voice (2011)
- Ninja faktor po americku (2012)
- Little Big Shots (2016)
- World of Dance (2017)
- Making It (2018)
- The Titan Games (2019)
- Amerika má talent: Šampión (2019)
- Songland (2019)
- Bring the Funny (2019)

### Telenovela
- Tak jde čas (1965)

## Připravované programy

### Drama
- Law & Order: Hate Crimes (2020–2021)
- Debris (2020–2021)

### Komedie
- Kenan (2020–2021)
- Mr. Mayor (2020–2021)
- Young Rock (2020–2021)

### Reality-show
- First Dance
- The Playlist
- Home Sweet Home (2020–2021)

### Soutěžní pořady
- Choose Your Own Adventure
- Small Fortune (2020–2021)
- That Is My Jam (2020–2021)

## Minulé programy (výběr)
- Star Trek (1966–1969)
- Knight Rider (1982–1986)
- Jsem do tebe blázen (1992–1999)
- Přátelé (1994–2004)
- Správná Susan (1996–2000)
- Takoví normální mimozemšťané (1996–2001)
- Veroničiny svůdnosti (1997–2000)
- Will a Grace (1998–2006)
- Faktor strachu (2001–2006)
- Joey (2004–2006)
- Chuck (2007–2012)
- Studio 30 Rock (2006–2013)
- Pohotovost (1994–2009)
- Hrdinové (2006–2010)
- Kancl (2005–2013)
- Zpátky do školy (2009–2014)
- Hrdinové: Znovuzrození (2015)
- Grimm (2011–2017)
- Případy pro Lauru (2014–2016)
- Aquarius (2015–2016)
- Chicago Justice (2017)
- Noční směna (2014–2017)
- Rise (2018)
- The Brave (2017–2018)
- Skvělé zprávy (2017–2018)
- Špinaví poldové (2016–2018)
- Posedlý pomstou (2017–2018)
- Midnight, Texas (2017–2018)
- Trial & Error (2017–2018)
- Marlon (2017–2018)
- The InBetween (2019)
- Dobré místo (2016–2020)
- Council of Dads (2020)
- Mrtvý bod (2015–2020)
- Will a Grace (1998–2006, 2017, 2020)
- Perfect Harmony (2019)